# サンフアン移住地
サンフアン移住地は、日本人移住者の入植地であり、サンフアン・デ・ヤパカニ (San Juan de Yapacaní)は、その入植地を中心としたボリビアのサンタ・クルス県の基礎自治体である。1950年代から日本人移住者が住み、ボリビア国内にあって日本語が通じる町を作っている。第二次世界大戦後に主に九州地方から移り住んだ人とその子孫が多く暮らし、現在は、日本からの移住者の子供や孫（いわゆる日系2世、3世）が中心となってきている。

## 歴史
サンフアン・デ・ヤパカニへの日本人移住には二つの異なる方法で進められた。一つは、サトウキビの栽培と製糖工場の建設を目的とした実業家の西川利通が計画実行した企業移民であり、もう一つは、第二次大戦後の荒廃した経済と過剰人口への対応策として日本政府とボリビア政府の間で交わされた移住協定による計画移住である。
前者は1955年に入植を開始した88名の日本人で、「西川移民」と呼ばれている。その後、政府間の移住協定により1957年頃から移住が本格化し、300以上の家族、1700名ほどの日本人が移住した。1965年にボリビア政府から独立した村として自治権を認められ、さらに2001年には市に昇格した。
コメ・大豆・小麦・鶏卵などの農産物の生産でボリビア経済に貢献をしている。国際協力機構（旧国際協力事業団、JICA）が農業指導などの分野で長年援助を続けている。このため、日本の先進的な農業技術をボリビアに導入するためのパイロットケースとしての役割も果たしている。

## 西川移民
第二次世界大戦前にジャワ島で製糖業を営んでいた西川利通は、戦後日本へ引き揚げて「大日本精糖会社」を設立したが、当時の製糖原料である甘蔗は政府からの割り当てだったため思うような事業ができず、海外へ移住者を送り出して砂糖きびの栽培に従事させることを計画し、外務省の助言によりボリビアを選択した。西川は1950年に現地視察し、「サンタクルス日本人農業協同組合」の設立や移住者受け入れのための宿舎建設などの準備をし、帰国後、日本・ボリビア両政府の許可を得て、移住者を募集した。
1955年5月15日、日本全国より選定された16家族98名がオランダ船テゲルベルグ号に乗船して神戸港を出発し、14家族88名が7月末にサンファン移住地に入植した。原生林から手斧ひとつで開拓し、造った道路の両側に1家族50haの土地が与えられた。米作を始めたものの生活するには不十分であったため携行した物資を処分して生活費に換えたが、この処分資金を農業協同組合が不正流用したことが発覚し、組合は解散、製糖事業計画は失敗に終わった。無一文となった西川利通は1956年に家族を伴い帰国し、移住者は密林に放置された。西川はのちに日本ミッションボトリングジュース社副社長となった。

## 関連書
- 『ボリビアの「日本人村」: サンタクルス州サンファン移住地の研究』国本伊代、中央大学出版部, 1989
- 『外務省が消した日本人―南米移民の半世紀』（原始林に棄てられ―ボリビア）若槻泰雄、毎日新聞出版、2001